# 格里库尔
格里库尔（法語：Gricourt，法語發音：[ɡʁikuʁ]）是法国上法蘭西大區埃纳省的一个市镇，属于圣康坦区。

## 地理
格里库尔（49°53'20"N, 3°14'40"E）面积9.92 平方千米，位于法国上法蘭西大區埃纳省，该省份为法国北部内陆省份，北起北部省，西接索姆省和瓦兹省，东临阿登省和马恩省，西南至塞纳-马恩省，东北部与比利时接壤。
与格里库尔接壤的市镇（或旧市镇、城区）包括：法耶、弗朗西伊瑟朗西、勒欧库尔、奥尔农、迈塞米、蓬吕、蓬吕埃。

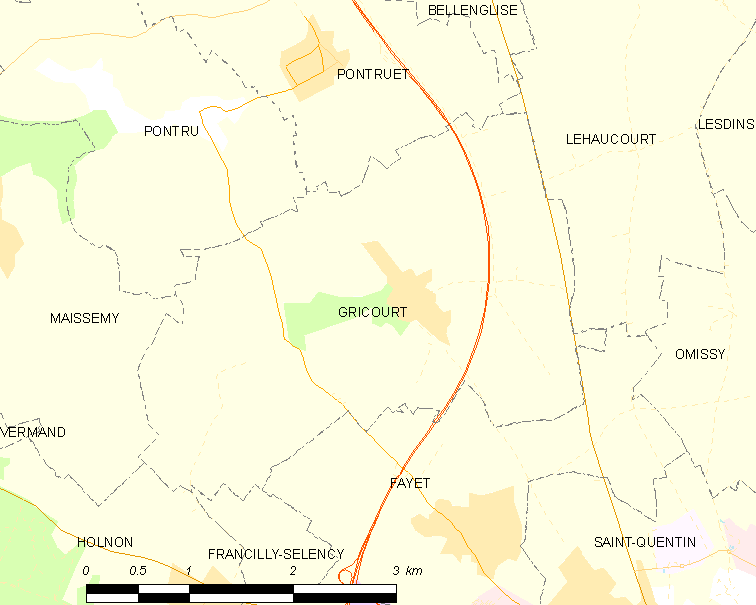
格里库尔的OSM定位图

格里库尔的时区为UTC+01:00、UTC+02:00（夏令时）。

## 行政
格里库尔的邮政编码为02100，INSEE市镇编码为02355。

## 政治
格里库尔所属的省级选区为圣康坦第一县。

## 人口

1962-2008年间格里库尔人口变化图示

格里库尔于2022年1月1日时的人口数量为1000人。